# 이정준 (1999년)
이정준(1999년 3월 22일 ~ )은 대한민국의 배우이다.

## 출연작
- 2020년 : 영화 "조선주먹" - 조연 - 쌍칼역

## 드라마
- 2019년 : OCN 수목드라마 《미스터 기간제》 - 김형규 역
- 2020년 : 웹드라마 《일진에게 찍혔을 때 2》 - 최승현 역
- 2020년 : MBC 월화드라마 《카이로스》 - 어린 김서진 역 (신성록 아역)
- 2021년 : 넷플릭스 금요드라마 《오징어 게임》 - 어린 관리가면 역 (특별출연)
- 2022년 : MBC 금토드라마 《내일》 - 어린 이영천 역 (전무송 아역) (6회 특별출연)
- 2022년 : KBS2 주말드라마 《현재는 아름다워》 - 창열 역 (특별출연)
- 2022년 : SBS 월화드라마 《치얼업》 - 기운찬 역
- 2023년 : JTBC 수목드라마 《사랑의 이해》 - 안수혁 역
- 2023년 : MBC 금토드라마 《꼭두의 계절》 - 정이든 / 오영 역
- 2023년 : 넷플릭스 드라마 《셀러브리티》 - 서두성 역
- 2024년 : KBS Joy 웹드라마 《매일 재회해 드립니다》 - 최도완 역